# 1965 en musique
| \| • Retour à la chronologie générale de la musique populaire • \| |
| XXIe siècle • XXe siècle • XIXe siècle • XVIIIe siècle XVIIe siècle • XVIe siècle • XVe siècle • XIVe siècle XIIIe siècle • XIIe siècle • XIe siècle • Xe siècle IXe siècle • VIIIe siècle • Haut Moyen Âge • Rome • Grèce |
| • Retour à la chronologie générale de la musique populaire • |

| • Retour à la chronologie générale de la musique populaire • |

| Années de la musique populaire : 1962 - 1963 - 1964 - 1965 - 1966 - 1967 - 1968    |
| Décennies de la musique populaire : 1930 - 1940 - 1950 - 1960 - 1970 - 1980 - 1990 |

Cet article présente les faits marquants de l'année 1965 en musique.

## Évènements
- 13 février : Premier concert à Paris du pianiste de jazz Bill Evans.
- 20 mars : France Gall remporte le Concours Eurovision de la chanson 1965 pour le compte du Luxembourg avec Poupée de cire, poupée de son composé par Serge Gainsbourg.
- 15 août : les Beatles jouent au Shea Stadium de New York devant 55 600 personnes. Ils sont le premier groupe de musique rock à se produire dans un stade.
- octobre : Sylvie Vartan et Johnny Hallyday chantent devant la reine Élisabeth II à l'occasion de la Royal Command Performance (en) au London Palladium[1].
- 18 octobre : Première de Johnny Hallyday à l'Olympia de Paris, où il se produit durant plus d'un mois.
- 15 décembre : Mireille Mathieu remporte le concours de chant de Télé Dimanche.
- Dolby met sur le marché un nouveau filtre analogique audio destiné aux studios d'enregistrement.

## Disques sortis en 1965
- Albums sortis en 1965
- Singles sortis en 1965

## Succès de l'année en France (singles)

### Chansons classées Numéro 1
Cette liste présente, par ordre chronologique, tous les titres s'étant classés à la première place des ventes durant l'année 1965.
- Adamo : Vous permettez Monsieur ?
- Jean Ferrat : La montagne
- Adamo : La Nuit
- Guy Mardel : N'avoue jamais
- Zorba le Grec
- Adamo : Mes mains sur tes hanches
- Enrico Macias : Mon cœur d'attache
- Sheila : Le folklore américain

### Chansons francophones
Cette liste présente, par ordre alphabétique, tous les titres francophones s'étant classés parmi les 10 premières places des ventes hebdomadaires durant l'année 1965.
- Adamo : Vous permettez, Monsieur ?
- Adamo : Les filles du bord de mer
- Adamo : La Nuit
- Adamo : Mes mains sur tes hanches
- Adamo : Comme toujours
- Charles Aznavour : Que c'est triste Venise
- Charles Aznavour : Le toréador
- Charles Aznavour : Le monde est sous nos pas
- Charles Aznavour : La bohème
- Christophe : Les marionnettes
- Christophe : Aline
- Claude François : Donna Donna
- Claude François : Les choses de la maison
- Claude François : Quand un bateau passe
- Claude François : Même si tu revenais
- Dalida : La Danse de Zorba
- Dalida : Bonsoir mon amour
- Eddy Mitchell : Toujours un coin qui me rappelle
- Enrico Macias : Les filles de mon pays
- Enrico Macias : Vous les femmes
- Enrico Macias : Mon cœur d’attache
- France Gall : Sacré Charlemagne
- France Gall : Poupée de cire, poupée de son
- France Gall : Attends ou va-t'en
- François Deguelt : Le ciel, le soleil et la mer
- Frank Alamo : Le chef de la bande
- Frank Alamo : Des filles et des garçons
- Georges Chelon : Père prodigue
- Gilbert Bécaud : Quand il est mort le poète
- Guy Marchand : La passionnata
- Guy Mardel : N'avoue jamais
- Henri Salvador : Le travail c'est la santé
- Hervé Vilard : Capri c'est fini
- Hervé Vilard : Fais-la rire
- Jacques Brel : Amsterdam
- Jean-Claude Annoux : Aux jeunes loups
- Jean Ferrat : La montagne
- Johnny Hallyday : Le pénitencier
- Johnny Hallyday : Johnny lui dit adieu
- Johnny Hallyday : Quand revient la nuit
- Johnny Hallyday : Mes yeux sont fous
- Les Surfs : Le printemps sur la colline
- Lucky Blondo : Des roses rouges pour un ange blond
- Marcel Amont : Po po po… dis
- Marcel Amont : Maria et le pot au lait
- Marie Laforêt : La bague au doigt
- Petula Clark : Que fais-tu là, Petula ?
- Richard Anthony : La corde au cou
- Richard Anthony : Je me suis souvent demandé
- Richard Anthony : Au revoir, mon amour
- Richard Anthony : Jamais je ne vivrai sans toi
- Sacha Distel : Scandale dans la famille
- Sheila : Vous les copains, je ne vous oublierai jamais
- Sheila : Toujours des beaux jours
- Sheila : C’est toi que j’aime
- Sheila : Le folklore américain
- Sheila & Akim : Devant le juke-box
- Sylvie Vartan : Dans tes bras
- Sylvie Vartan : Quand tu es là
- Zorba le Grec

### Chansons non francophones
Cette liste présente, par ordre alphabétique, tous les titres non francophones s'étant classés parmi les 10 premières places des ventes hebdomadaires durant l'année 1965.
- Sam the Sham and the Pharaohs : Wooly Bully
- Sounds Orchestral : Cast your fate to the wind
- The Beatles : Ticket to Ride
- The Beatles : Help!
- The Rolling Stones : (I can't get no) Satisfaction

## Succès internationaux de l’année
Cette liste présente, par ordre alphabétique, les trente titres et albums ayant eu le plus de succès dans les charts internationaux en 1965,.

### Singles
- Barry McGuire : Eve of Destruction
- Bob Dylan : Like a Rolling Stone
- Elvis Presley : Crying in the Chapel
- Herman's Hermits : Mrs. Brown, You've Got a Lovely Daughter
- Nini Rosso : Il silenzio
- Petula Clark : Downtown
- Roger Miller : King of the road
- Sam the Sham & the Pharaohs : Wooly Bully
- Shirley Bassey : Goldfinger
- Sonny & Cher : I Got You Babe
- The Beach Boys : Help Me, Rhonda
- The Beatles : Help!
- The Beatles : Yesterday
- The Beatles : Ticket to Ride
- The Beatles : Day Tripper
- The Beatles : Eight Days a Week
- The Beatles : Rock'n roll music
- The Byrds : Mr. Tambourine Man
- The Byrds : Turn! Turn! Turn! (To everything there is a season)
- The Four Tops : I can't help myself (Sugar pie, honey bunch)
- The McCoys : Hang on Sloopy
- The Righteous Brothers : Unchained Melody
- The Rolling Stones : (I can't get no) Satisfaction
- The Rolling Stones : Get Off of My Cloud
- The Rolling Stones : The Last Time
- The Seekers : The carnival is over
- The Supremes : Stop! In the Name of Love
- The Temptations : My Girl
- The Who : My Generation
- The Yardbirds : For Your Love

### Albums
- Barbra Streisand : My name is Barbra
- Barbra Streisand : My name is Barbra, 2
- BB King : Live at the Regal
- Bob Dylan : Highway 61 Revisited
- Bob Dylan : Bringing It All Back Home
- Elvis Presley : Roustabout
- Frank Sinatra : September of my years
- Herb Alpert : Whipped cream & other delights
- Herman's Hermits : Introducing Herman's Hermits
- Jim Reeves : The Best of
- Mary Poppins
- Otis Redding : Otis Blue: Otis Redding Sings Soul
- Peter, Paul & Mary : In Concert
- Richard Rodgers : The Sound of Music
- Sonny & Cher : Look at us
- The Beach Boys : The Beach Boys Today!
- The Beach Boys : Summer days (and summer nights!!)
- The Beatles : Rubber Soul
- The Beatles : Help!
- The Beatles : Beatles for Sale
- The Beatles : Beatles '65
- The Beatles : Beatles VI
- The Byrds : Mr Tambourine Man
- The Kinks : Kinks-Size
- The Rolling Stones : Out of Our Heads
- The Rolling Stones : The Rolling Stones, Now!
- The Rolling Stones : December's Children (and everybody's)
- The Who : My Generation
- Un violon sur le toit
- Vince Guaraldi Trio : A Charlie Brown Christmas

## Récompenses
- États-Unis : 8e cérémonie des Grammy Awards
- Europe : Concours Eurovision de la chanson 1965

## Formations de groupes
- Groupe de musique formé en 1965

## Naissances
- 8 janvier : Pascal Obispo, auteur-compositeur-interprète français.
- 18 février : Dr. Dre, rappeur américain.
- 23 juillet : Slash, guitariste anglo-américain.
- 25 août : Shania Twain, chanteuse de country canadienne.
- 11 septembre : Moby, musicien de musique électronique américain.
- 30 octobre : Gavin Rossdale, chanteur du groupe Bush.
- 20 novembre : Yoshiki, fondateur du groupe de rock japonais X Japan.
- 21 novembre : Björk, chanteuse et musicienne islandaise.
- 1er décembre : Eric McFadden, guitariste et chanteur américain.
- 28 décembre : Dany Brillant, chanteur et acteur français.

## Décès
- 15 février : Nat King Cole, pianiste et chanteur de jazz.
- 10 août : Freddie Slack, pianiste de swing et de boogie-woogie américain.